# Маодо Ло
Маодо Ло (Берлин, 31. децембар 1992) немачко-сенегалски је кошаркаш. Игра на позиција плејмејкера, а тренутно наступа за Кошаркашки клуб Париз. Претходно је играо за Универзитет Колумбија у Њујорку. Ло је познат као један од највећих талената у немачкој кошарци. Он је син оца Сенегалца и међународно признате немачке сликарке Елвире Бах. 

## Почеци
Ло је почео да игра кошарку релативно касно, када је дошао у ДБВ Шарлотенбург, матични клуб вишеструког шампиона Немачке Албе Берлин. Међутим, за разлику од већине професионалних компанија прволигашких клубова, Алба се плански одвојила од свог матичног клуба ДБВ и изградила сопствену клупску структуру, тако да су ДБВ и Алба били конкуренти у омладинском сектору и у нижим лигама. У јуниорској кошаркашкој лиги (НББЛ), ДБВ се придружио другим берлинским клубовима као Централ Хопс, у чији се јуниорски тим Ло придружио на крају сезоне 2008/09, али није спречио елиминацију у првој рунди плеј-офа. Док је саиграч Малте Зигенхаген прешао за актуелног НББЛ шампиона Албу и касније постао јуниорски репрезентативац, Ло је остао у Централ Хопс-у и био један од главних играча јуниорског тима заједно са Мартином Богдановим у наредне две године, али сваки пут су били елиминисани у првој рунди плеј-офа. Такође, као играч Централ Хопса, Ло је пропустио прилику да буде номинован за ДББ најбоље изабране тимове за међународни турнир. Чак и са мушким Централ Хопс-ом у петој дивизији, Ло није успео да се врати у прву регионалну лигу 2011. године.
Ло је дипломирао на међународној матури 2011. године, а затим је отишао у Сједињене Америчке  Државе, на Вилбрахам & Монсон Академији (ВМА) у Вилбрахаму (Масачусетс). На ВМА, Ло не само да је створио услове за студирање, већ се препоручио и за спортску стипендију на Универзитету Колумбија на Менхетну преко школског тима Титанс. 
Од 2012. Ло је играо за колеџ Лајонс тим у Иви лиги Националне академске атлетске асоцијације (NCAA) и као бруцош у својој првој сезони играо је у стартној постави „Лавова”. У оквиру Иви лиге Ло је освојио разне појединачне награде. „Лавови” су 2014. номиновани за Колеџ Инсајдер Тоурнамент (ЦИТ), 36 година након њиховог последњег националног постсезонског наступа, у којем су изгубили од ривала из Иви Лиге, Булдога са „Универзитета Јејл”, после две победе. Две године касније успели су опет да изборе наступ на ЦИТ шампионату, и освоје титулу, а Маодо Ло је проглашен за најкориснијег играч турнира (МВП).

## Професионална каријера
Маодов сан да заигра у најплаћенијој лиги на свету НБА, није се остварио пошто није изабран на НБА драфту 2016. године, Ло се придружује тиму летње лиге Филаделфија 76ерс. Играо је за тим Сиксерса у Летњој лиги Лас Вегаса. Међутим, ни након играња у Летњој лиги, Ло није успео да избори уговор за први тим Сиксерса. Уместо тога, Ло потписује трогодишњи уговор са вишеструким шампионом Немачке Брозе Бамбергом, за кога се такмичио и у највишем европском клупском такмичењу, Евролиги.

### Брозе Бамберг (2016–2018)

#### сезона 2016–17
Ло је 22. јула 2016. потписао уговор са немачким тимом Брозе Бамберг. У својој првој сезони са Бамбергом, Ло је имао дабл учинак, пошто је освојио кошаркашку Бундеслигу и ББЛ-Покал. У Евролиги, Ло је просечно бележио 5,3 поена и 1,2 асистенције за 10,5 минута по утакмици.

#### сезона 2017–18
У својој другој сезони са Брозеом, тим је завршио на 4. месту у регуларној сезони. У полуфиналу, Бамберг је елиминисан од минхенског Бајерна.

### Бајерн Минхен (2018–2020)
Ло је 13. јула 2018. потписао двогодишњи уговор са немачким тимом КК Бајерн Минхен.

### Алба Берлин (2020–2023)
22. јула 2020. потписао је за Албу Берлин из кошаркашке Бундеслиге. Ло је просечно бележио 9,5 поена и 3,1 асистенцију по утакмици. Уговор са тимом продужио је на још две године 4. августа 2021.
Алба Берлин је 20. фебруара 2022. освојила Куп Немачке победивши у финалу Крајлсхајм резултатом 86–76, а Ло је меч завршио са 20 поена. 19. јуна 2022. освојио је Немачко првенство након што је Алба победила Бајерн Минхен са 3-1 у финалној серији. У Евролиги је имао одличну сезону након што је на 34 утакмице постигао 13,3 поена (50% на две, 4,44% на тројке), 3,7 асистенција, 2,3 скока. Проглашен је и за МВП-а 29. кола Евролиге, коју је остварио први пут у каријери, након што је против Олимпијакоса имао 27 поена (5/6 две, 5/6 тројке), 7 асистенција, 5 скокова и 1 украдена лопта, укупно 34 поена за индекс корисности.

## Репрезентативна каријера
У лето 2014. године, Ло се прикључује кошаркашој репрезентацији Немачке на позив привремено изабраног селектора Емира Мутапчића. За национални тим тада је уписао осам наступа у пријатељским утакмицама. На списку за предстојеће квалификације за ЕУРО 2015 Ло се није нашао. Следеће године у Берлину (у групним утакмицама) Ло је добио прилику да игра са НБА играчима и репрезентативцима Немачке Дирком Новицким и Денисом Шредером. Међутим, нису успели на се пласирају у нокаут фазу такмичења. 
За Светско првенство у кошарци 2019. у Кини (31. август – 15. септембар 2019.), Ло је позван у састав немачке мушке кошаркашке репрезентације после 54 међународне утакмице. 
На Летњим олимпијским играма 2021. у Токију био је најбољи немачки играч у оба рејтинга са 13,5 поена и 5 асистенција по мечу. 
Ло је 2022. године са Немачком освојио бронзу на Европском првенству. У просеку је бележио 11,4 поена по утакмици током турнира. Финале Европског првенства одржано је у његовом родном Берлину. 

## Породица
1. јула 2019. његов старији брат Ламине погинуо је у несрећи.

## Статистика
| ОУ  | Одиграно утакмица     | СУ  | Стартовао утакмица       | МПУ | Минутажа по утакмици      |
| ПШ% | Проценат шута из игре | 3П% | Проценат шута за 3 поена | СБ% | Проценат слободних бацања |
| СПУ | Скокови по утакмици   | АПУ | Асистенције по утакмици  | УЛ  | Украдене лопте            |
| БПУ | Блокаде по утакмици   | ППУ | Поени по утакмици        | ИК  | Индекс корисности         |

### Евролига[11]
| Сезона  | Тим           | ОУ | СУ | МПУ  | ПШ%       | 3П%       | СБ%       | СПУ | АПУ | УЛ  | БПУ | ППУ  | ИК  |
| ------- | ------------- | -- | -- | ---- | --------- | --------- | --------- | --- | --- | --- | --- | ---- | --- |
| 2016–17 | Брозе Бамберг | 26 | 2  | 10.5 | 2.1 (47%) | 0.8 (42%) | 0.3 (67%) | 1.2 | 1.2 | 0.3 | 0.1 | 5.3  | 105 |
| 2017–18 | Брозе Бамберг | 30 | 5  | 16.4 | 2.7 (44%) | 1.2 (41%) | 0.4 (79%) | 1.4 | 1.8 | 0.3 | 0.1 | 6.9  | 123 |
| 2018–19 | Бајерн Минхен | 29 | 13 | 18   | 2.4 (45%) | 0.8 (34%) | 1.1 (79%) | 1.5 | 1.9 | 1.0 | 0.1 | 6.7  | 166 |
| 2019–20 | Бајерн Минхен | 28 | 25 | 24   | 3.1 (41%) | 1.9 (43%) | 0.8 (74%) | 1.9 | 3.3 | 0.7 | 0.0 | 9.0  | 171 |
| 2020–21 | Aлба Берлин   | 27 | 8  | 22   | 3.4 (43%) | 1.3 (35%) | 1.4 (89%) | 1.3 | 3.1 | 0.6 | 0.0 | 9.5  | 206 |
| 2021–22 | Aлба Берлин   | 33 | 28 | 24   | 4.4 (47%) | 2.0 (44%) | 2.5 (84%) | 2.3 | 3.7 | 0.8 | 0.0 | 13.3 | 490 |
| 2022–23 | Aлба Берлин   | 26 | 19 | 22   | 3.9 (41%) | 1.8 (35%) | 2.0 (84%) | 1.7 | 2.9 | 0.6 | 0.0 | 11.6 | 276 |

### Репрезентација[12]
| Сезона  | Тим     | Такмичење         | ОУ | МПУ  | ПШ%  | 3П%  | СБ%  | СПУ | АПУ | УЛ  | БПУ | ППУ  |
| ------- | ------- | ----------------- | -- | ---- | ---- | ---- | ---- | --- | --- | --- | --- | ---- |
| 2015–16 | Немачка | Еуробаскет        | 5  | 12.8 | 38.5 | 25.0 | /    | 1.2 | 1.4 | 0   | 0.2 | 4.6  |
| 2016–17 | Немачка | ЕБ — КВ           | 6  | 30.7 | 37.7 | 29.4 | 63.2 | 4.0 | 5.8 | 0.8 | 0.2 | 11.3 |
| 2017–18 | Немачка | Припреме          | 1  | 24.0 | 27.3 | 25.0 | /    | 2.0 | 2.0 | 0   | /   | 8.0  |
| 2017–18 | Немачка | Еуробаскет        | 7  | 20.6 | 30.0 | 23.8 | 62.5 | 2.4 | 2.1 | 0.4 | /   | 4.9  |
| 2018–19 | Немачка | СП — КВ           | 1  | 21.0 | 42.9 | 0    | 50.0 | 0   | 2.0 | 2.0 | /   | 7.0  |
| 2019–20 | Немачка | Припреме          | 5  | 16.6 | 45.8 | 41.7 | 80.0 | 1.8 | 2.4 | 0.8 | /   | 6.2  |
| 2019–20 | Немачка | Светско првенство | 5  | 20.8 | 43.5 | 33.3 | 66.7 | 2.8 | 3.2 | 0.8 | /   | 6.0  |
| 2021–22 | Немачка | ОИ — КВ           | 4  | 26.0 | 31.8 | 28.6 | 88.2 | 2.5 | 4.0 | 0.8 | /   | 12.8 |
| 2021–22 | Немачка | Олимпијске игре   | 4  | 28.5 | 46.5 | 40.0 | 66.7 | 2.8 | 5.0 | 0.5 | /   | 13.5 |
| 2021–22 | Немачка | СП — КВ           | 1  | 25.0 | 53.8 | 28.6 | 100  | 1.0 | 7.0 | 1   | /   | 18.0 |
| 2022–23 | Немачка | Припреме          | 3  | 24.3 | 36.4 | 40.0 | 50   | 1.7 | 2.0 | 0.7 | /   | 11.7 |
| 2022–23 | Немачка | СП — КВ           | 2  | 15.0 | 25.0 | 11.1 | /    | 0.5 | 2.0 | 0.5 | /   | 4.5  |
| 2022–23 | Немачка | Еуробаскет        | 9  | 22.7 | 43.8 | 45.1 | 76.2 | 1.7 | 2.4 | 0.3 | /   | 11.4 |